# Luís Braga da Cruz
Luís Garcia Braga da Cruz (ur. 30 maja 1942 w Coimbrze) – portugalski inżynier, polityk i nauczyciel akademicki, parlamentarzysta, w latach 2001–2002 minister gospodarki.

## Życiorys
Z wykształcenia inżynier. Kształcił się na Uniwersytecie w Coimbrze, a w 1965 ukończył inżynierię lądową na Uniwersytecie w Porto. Do 1986 pracował jako nauczyciel akademicki na drugiej z tych uczelni, od 1977 na stanowisku profesorskim. W latach 1986–1995 i 1996–2001 był prezesem CCDR Norte, komitetu do spraw koordynacji i rozwoju regionalnego. Od 1998 do 2001 stał na czele AREV, zrzeszenia europejskich regionów winiarskich. W latach 2000–2001 kierował fundacją Fundación Rei Afonso Henriques.
Od lipca 2001 do kwietnia 2002 sprawował urząd ministra gospodarki w drugim gabinecie Antónia Guterresa. W 2002 dołączył do grupy energetycznej Electricidade de Portugal. W 2005 z ramienia Partii Socjalistycznej uzyskał mandat deputowanego do Zgromadzenia Republiki X kadencji.
Od 2003 do 2012 ponownie wykładał na Uniwersytecie w Porto. W latach 2010–2015 przewodniczył radzie dyrektorów fundacji Fundação de Serralves. W 2020 powołany na przewodniczącego rady kuratorów Uniwersytetu w Porto.

## Odznaczenia
- Krzyż Komandorski Orderu Infanta Henryka (Portugalia, 1995)[5]
- Krzyż Wielki Orderu Zasługi (Chile, 2001)[6]
- Krzyż Komandorski Orderu Zasługi Rzeczypospolitej Polskiej (Polska, 2012)[7]